# Остерське староство
Остерське староство — колишня адміністративно-територіальна одиниця у складі Київського воєводства Речі Посполитої.

## Історія
Київське воєводство було утворене в 1471 р. замість давнього Київського князівства. Нова система адміністративного поділу вимагала утворення нових регіональних центрів військової організації, якими стали київські «городки». Одним із них став Остерський замок, де будувалися оборонні споруди, а в навколишніх селах виконувала військову службу місцеві дрібні бояри.
Після Люблінської унії в 1569 р. староство разом з Київським воєводством відійшло до Польського королівства. Для цих теренів зберігалося застосовування Литовського Статуту 1566 р., а також руська мова продовжувала застосовуватись в діловодстві.
Ситуація на кордоні з Московським царством де знаходилось Остерське староство залишалось напруженим все XVI ст. через те що сусідні Чернігово-Сіверщина та Брянщина після литовсько-московської війни 1500—1503 рр. перейшли під контроль Москви. Не дивлячись на числені спроби повернути території, вони всі були невдалими. Втім через це набіги на московські землі стали регулярними.
В цей час Остерський замок став локальним центром колонізації з огляду на великий приплив шляхти та козаків, які в великих кількостях осаджували незаселені терени в тому числі й з московського боку. Через це під кінець XVI ст. московська влада на цих землях була номінальною і часто не розповсюджувалась за межі укріплень, а з новими переселенцями частішали напади:
и в Севере в Черниговском уезде многими землями, переходя за рубеж, завладели и многие волости за пустошили, приходя без пристани воинским обычаем за рубеж бортников и севрюков бьют и грабят, и до смерти побивают, и детеи боярскихъ многих, приезжая на их поместя, грабят.
Крім місцевого боярства нові маєтності в Остерському старостві отримували та купували шляхтичі-переселенці з Польщі, Волині та Київщини при активному сприянні остерських старост.

## Список старост
| 1522—1539                                                                      | Альбрехт Гаштольд              |
|                                                                                |                                |
|                                                                                |                                |
| 1542                                                                           | Януш Гольшанський-Дубровицький |
|                                                                                |                                |
|                                                                                |                                |
| 1552                                                                           | Олександр Тишкевич             |
| В привілеї вказаний як Звір Львович.                                           |                                |
|                                                                                |                                |
| 1552—1562                                                                      | Костянтин Ратомський           |
|                                                                                |                                |
|                                                                                |                                |
| 1562—1566                                                                      | Філон Кміта                    |
|                                                                                |                                |
|                                                                                |                                |
| 1566—1593                                                                      | Лаврін Ратомський              |
|                                                                                |                                |
|                                                                                |                                |
| 1594—1618                                                                      | Михайло Ратомський             |
|                                                                                |                                |
|                                                                                |                                |
| 1618—1630                                                                      | Ремігіан Залеський             |
| Обійняв уряд в 1618 р., але перша писемна згадка про це відноситься до 1620 р. |                                |
|                                                                                |                                |
| 1630—1650                                                                      | Стефан Аксак                   |
|                                                                                |                                |